# Otto von Franklin
Otto Christian von Franklin, född den 27 januari 1830 i Berlin, död den 5 juni 1905, var en tysk rättshistoriker. Han var morfar till fysikern Winfried Otto Schumann.
Franklin var professor i tysk rätt, konstitutionell rätt och rättshistoria vid Tübingens universitet. Han skrev bland annat Das Reichshofgericht im Mittelalter (två band, 1867–69) och Geschichte und System des deutschen Privatrechts (1878; andra upplagan 1892) samt var sedan 1897 medutgivare av "Archiv für die zivilistische Praxis".